# .vc
.vc je internetová národní doména nejvyššího řádu pro Svatý Vincenc a Grenadiny.